# Brendan Jackson
Sir Brendan James Jackson, GCB, FRSA (* 23. August 1935 in London; † 19. November 1998 in Shouldham Thorpe, Norfolk) war ein britischer Luftwaffenoffizier der Royal Air Force, der zuletzt im Range eines Generals (Air Chief Marshal) zwischen 1988 und 1993 als Mitglied für Versorgung und Organisation (Air Member for Supply and Organisation) dem Luftwaffenausschuss (Air Force Board) angehörte.

## Leben

### Militärische Ausbildung und Luftwaffenoffizier
Jackson absolvierte nach dem Schulbesuch ein Studium im Fach Japanische Sprache an der Universität London, das er 1956 mit einem Bachelor of Arts (B.A. Modern Japanese) abschloss. Im Anschluss begann er am 23. August 1956 im Rahmen des Militärdienstes (National Service Commission) eine Pilotenausbildung. Nachdem seine Ausbildungszeit als Extended Service Commission am 22. Oktober 1956 verlängert wurde, wurde er am 25. September 1957 zum Leutnant (Pilot Officer) befördert und am 2. Mai 1958 als Berufssoldat (Permanent Commission) in die RAF übernommen. Am 25. September 1958 wurde er zum Oberleutnant (Flying Officer) befördert und fand in der Folgezeit Verwendung als Pilot bei der No. 100 Squadron RAF auf dem Militärflugplatz RAF Wittering, wo er strategische Bomber vom Typ Handley Page Victor flog. Er wurde am 1. Februar 1959 zum Hauptmann (Flight Lieutenant) befördert, wobei die Beförderung auf den 23. Februar 1958 zurückdatiert wurde. Am 20. März 1963 war er Co-Pilot eines Victor B Mk 2, XM714-Bombers, der mit Nachtflugübungen betraut wurde. Kurz nach dem Start fing eines der Triebwerke Feuer und stürzte später beim Luftwaffenstützpunkt RAF Wittering ab.
Am 1. Juli 1965 wurde Jackson zum Major (Squadron Leader) befördert und besuchte 1966 das RAF Staff College Bracknell. Im September 1967 wurde er Kommandeur (Commanding Officer) der No. 13 Squadron sowie anschließend am 18. Juni 1969 Persönlicher Stabsoffizier des Chefs des Stabes der 2. Taktischen Luftflotte (RAF Second Tactical Air Force). 1971 gewann er den Ersten Preis bei dem nach Brigadegeneral Gordon Shephard benannten Memorial Essay Prize. Nach seiner Beförderung zum Oberstleutnant (Wing Commander) am 1. Juli 1972 wurde er stellvertretender Leiter der Ausbildungseinsätze im US Armed Forces Staff College auf dem US-Luftwaffen-Stützpunkt Barksdale Air Force Base. Nach seiner Rückkehr nach Großbritannien wurde er am 8. November 1974 Persönlicher Stabsoffizier des Chefs des Luftwaffenstabes (Chief of the Air Staff), Air Chief Marshal Andrew Humphrey beziehungsweise ab dem 7. August 1976 von dessen Nachfolger Air Chief Marshal Neil Cameron. Danach wurde er am 24. Juni 1977 Kommandant des Luftwaffenstützpunktes RAF Marham und erhielt dort am 1. Juli 1977 auch seine Beförderung zum Oberst (Group Captain).

### Aufstieg zum Air Chief Marshal
Im Anschluss fungierte Jackson zwischen 1979 und 1980 als stellvertretender Leiter des Referats für Grundsatzfragen der Verteidigungspolitik im Luftwaffenstab, ehe er am 20. September 1980 Leiter des Referats Grundsatzfragen des Luftwaffenstabes wurde und als solcher am 1. Juli 1981 auch seine Beförderung zum Brigadegeneral (Air Commodore) erhielt. Nach seiner Beförderung zum Generalmajor (Air Vice Marshal) am 1. Januar 1984 wurde er am 12. März 1984 Assistent des Chefs des Stabes für Grundsatzangelegenheiten im Obersten Hauptquartier der Alliierten Streitkräfte in Europa SHAPE (Supreme Headquarters Allied Powers Europe) und verblieb in dieser Verwendung bis zum 15. August 1986.
Danach wurde Jackson am 15. August 1986 zum Generalleutnant (Air Marshal) befördert und fungierte als Nachfolger von Air Marshal Joseph Gilbert zwischen dem 15. August 1986 und seiner Ablösung durch Air Marshal Kenneth Hayr am 5. August 1988 als stellvertretender Oberkommandierender des RAF Strike Command (Deputy Air Officer Commander-in-Chief) des Luftwaffenangriffskommandos (RAF Strike Command). Am 31. Dezember 1986 wurde er zum Knight Commander des Order of the Bath (KCB) geschlagen und führte fortan den Namenszusatz „Sir“. 
Zuletzt wurde Jackson, der auch Fellow der Royal Society of Arts (FRSA) war, am 5. August 1988 Nachfolger von Air Chief Marshal Patrick Hine als Mitglied für Versorgung und Organisation (Air Member for Supply and Organisation) im Luftwaffenausschuss (Air Force Board). Er wurde am 1. Januar 1990 zum General (Air Chief Marshal) befördert und am 13. Juni 1992 zum Knight Grand Cross des Order of the Bath (GCB) erhoben. Am 5. November 1993 trat er in den Ruhestand. 